# Hajdu István (médiapolitikus)
Hajdu István (Ózd, 1945. október 21.) médiapolitikus.
Egyetemi tanulmányait a Budapesti Műszaki Egyetem Villamosmérnöki Karán végezte 1964-től. 1969-ben, egyetemi tanulmányai befejezése után a BME KISZ-bizottságának függetlenített titkára lett. Belépett a Magyar Szocialista Munkáspártba, majd beválasztották a KISZ Központi Bizottságába is. 1974-től a BME elektrotechnikai tanszékén tudományos munkatárs, majd osztályvezető volt. 1978 decemberétől az MSZMP KB Tudományos és Kulturális Osztály politikai munkatársa, 1983. és 1985. február között ugyanott alosztályvezető, majd megválasztották az MSZMP Budapest IX. kerületi pártbizottsága első titkárává. 1986. januárban lett a Budapesti Pártbizottság titkára. Filozófiai aspirantúrát végzett.
1988 júliusában lett a Magyar Rádió elnöke.  A rendszerváltáskor, 1990-ben visszatért tanítani a Budapesti Műszaki Egyetemre, majd 1996-tól ismét a Magyar Rádió elnökének nevezték ki. 2002-2003-ban újra visszatért az egyetemre, majd 2004-ig az Országos Rádió és Televízió Testület (ORTT) vezetője volt. 2008-ig a BME tudományos munkatársa maradt, majd 2010-től címzetes egyetemi docens rangot kapott.